# Guido van Anderlecht

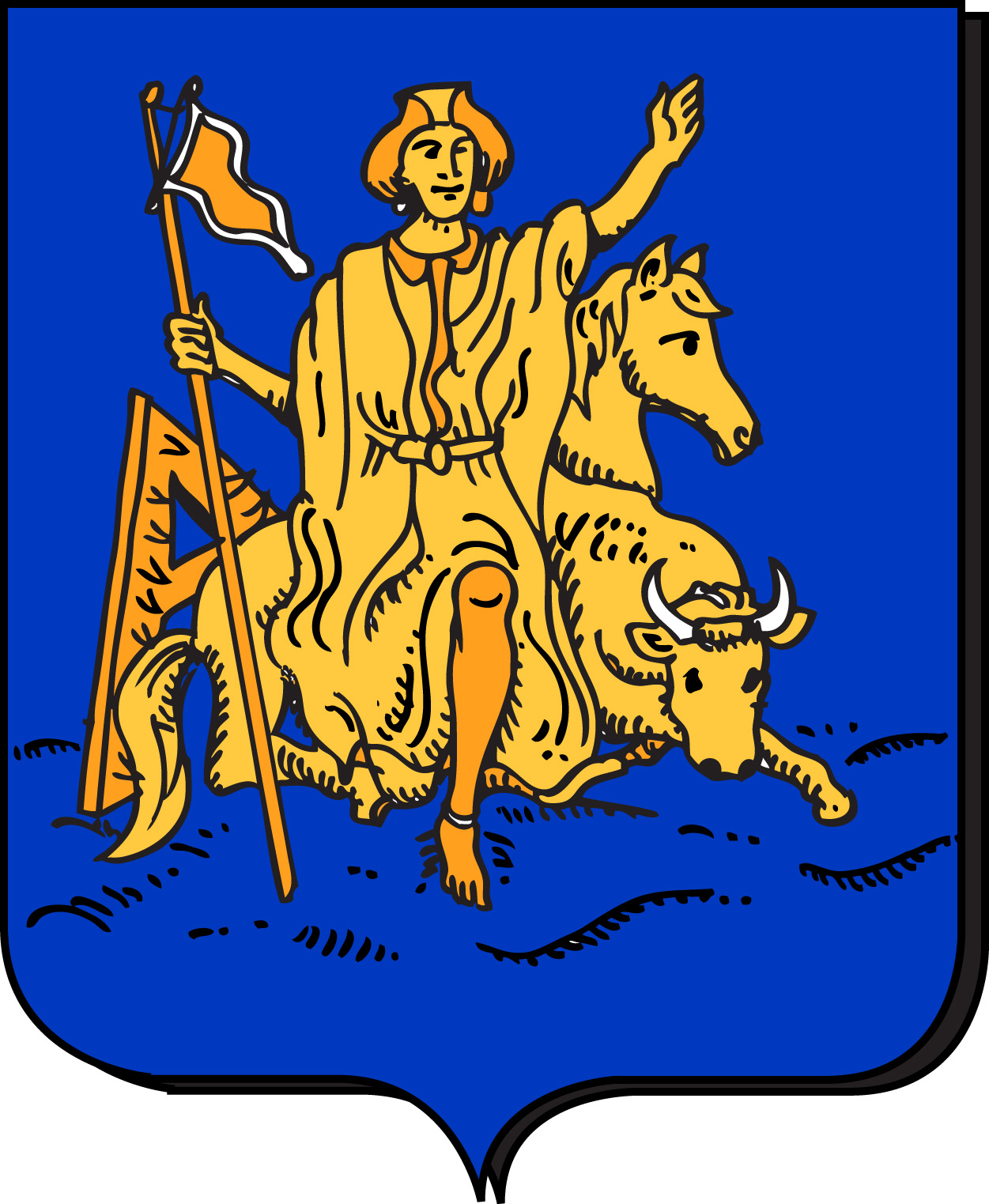
Guido op het blazoen van Anderlecht

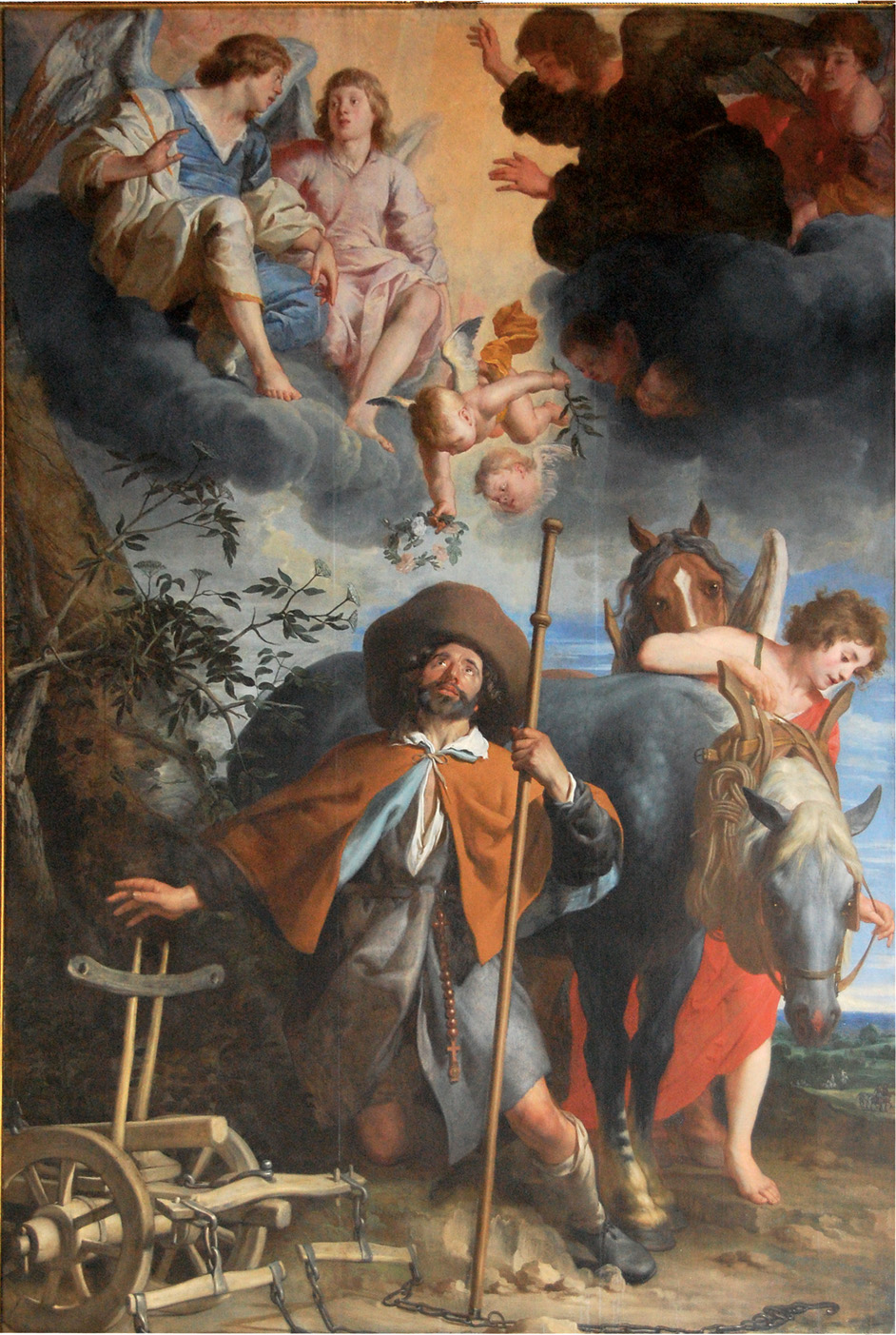
Guido op een 17e-eeuws schilderij van Gaspar de Crayer

Guido of Wido van Anderlecht (Laken?, ca. 950 – Anderlecht, 12 september 1012) is een heilige uit de 10e eeuw. Hij ligt begraven in de crypte van de kapittelkerk te Anderlecht, onder het koor. Zijn naamdag wordt gevierd op 12 september.

## Leven
Deze Brabantse boerenzoon was eerst koster in de Onze-Lieve-Vrouwekapel te Laken. Wanneer hij het veld van zijn meester in de steek liet om godvruchtige werken te doen, zoals het brood voor de paarden weggeven aan de armen, menden engelen de ploeg. Op aanraden van een 'zekere koopman uit Brussel' liet Guido het landleven achter zich en werd hij handelaar op de Zenne, maar zijn boot strandde midden de rivier en hij kon hem met geen mogelijkheid los krijgen. Concluderend dat het koopmansleven God niet welgevallig was, keerde hij terug naar Laken. Bij wijze van boetedoening ondernam hij een pelgrimstocht naar Jeruzalem en Rome. Op de terugtocht ontmoette hij deken Wonedulphus uit zijn streek, die hem overtuigde nogmaals naar Jeruzalem te gaan om hem en zijn gezelschap te gidsen. Guido ging erop in. Na dit tweede bezoek werd Wonedulphus ziek. Hij vroeg Guido om zijn dood te melden in Anderlecht en gaf hem zijn gouden ring om te presenteren als bewijs. Na zeven jaar kwam Guido zwaar ziek terug van de bedevaart. Op 12 september 1012 stierf hij te Anderlecht aan dysenterie.

## Verering
Na Guido's dood werd de Sint-Pieterskerk van Anderlecht een bedevaartsoord. Volgens het heiligenleven ging hier enige tijd overheen. Eerst moest een paard verongelukken door tegen het vergeten graf te stoten en zich dol tegen een muur te pletter te lopen. Twee boeren die op last van de aangedane berijder een haag rond het graf moesten planten, spotten met de overledene en stierven schielijk. Dit en andere mirakelen rukte Guido uit de vergetelheid en lokte pelgrims naar Anderlecht. Wat zeker lijkt, is dat Rainildis, weduwe van Folcardus van Anderlecht/Aa, in 1078 het Sint-Pieterskapittel heeft begunstigd en wellicht gesticht. De kanunniken kunnen in de resten van Guido een relikwie hebben gevonden om gelovigen aan te trekken en de concurrentie met het Sint-Goedelekapittel van Brussel aan te gaan.
De relieken van Guido zijn in 1112 verheven door bisschop Odo van Kamerijk. Lange tijd dacht men dat het Vita Guidonis ook in dat jaar was geschreven, maar er zijn goede argumenten om het geschrift eerder in 1175-85 te situeren.
Hij is de patroon van kooplui, veehandelaars, boeren, knechten, kosters, beiaardiers, klokkenluiders, pelgrims en vrachtvervoerders. Hij wordt aangeroepen bij dysenterie.
In Bergamo en Como is hij patroon van een kerk.
Tot 1914 was er met Pinkstermaandag een jaarlijkse Paardenommegang in Anderlecht. Boeren en staljongens lieten hun dieren zegenen. Er was een wedstrijd waarbij men met koetsen driemaal rond de kerk reed. De winnaar mocht de kerk binnenrijden en kreeg een hoge hoed met rozen. De zondag na 12 september was er een tweede ruiterprocessie.

## Reliekenonderzoek
Onderzoek van de stoffelijke resten die in Anderlecht als reliek worden vereerd, plaatsen hen effectief in de periode waarin de heilige geleefd moet hebben. Het skelet was dat van een veertigjarige man. De ingedeukte ruggenwervels wijzen op iemand die hard labeur verrichtte.

## Historische gevolgtrekkingen
Het heiligenleven van Guido is gebruikt om gevolgtrekkingen te maken over het ontstaan van Brussel als portus op de Zenne. De ontluikende stad werd vereenzelvigd met handel, een activiteit die uiterst wantrouwig werd bekeken door de kerk. Volgens een beroemde passage uit het Vita Guidonis is het zelden of nooit mogelijk gedurende langere tijd handel te drijven zonder een zware zonde te begaan. Hoewel eraan toegevoegd wordt dat handel niet laakbaar is als hij eerlijk wordt bedreven, is het toch een aanwijzing dat de kerk kritisch stond tegenover de oplevende geldeconomie.